# 硫酸ニコチン
硫酸ニコチン（りゅうさんニコチン）とは、園芸用殺虫剤で、化学式は C10H14N2・1/2 H2SO4。固体は無色の針状結晶、溶液は特異臭のある微酸性褐色液体。有効成分はニコチン。不揮発性で、このままでは殺虫効果は望めず、使用に際して炭酸ナトリウム、水酸化ナトリウム、石灰、石鹸などでアルカリ性にしてニコチンを遊離させる。殺虫力は強いが、植物には無害、一方で人畜毒性は高く毒物に指定されている。
速効性で殺卵効果もある。野菜、果樹のアブラムシ、カイガラムシ、グンバイムシ、スリップスなどの防除に用いられた。毒物で取扱いが難しいことなどから、近年あまり使われなくなり、2006年に農薬登録が失効、使用禁止となった。

## 作用機序
呼吸、接触、摂食により虫体に取り込まれ、ニコチン性アセチルコリン受容体に作用して、神経の異常な興奮を引き起こし殺虫効果をあらわす。